# Няризь (приток Колвы)
Няризь — река в России, протекает в Чердынском районе Пермского края. Устье реки находится в 366 км по правому берегу реки Колва. Длина реки составляет 28 км.
Исток реки в предгорьях Северного Урала в 19 км к северо-востоку от деревни Черепаново близ границы с Республикой Коми. Исток лежит на водоразделе Камы и Печоры, рядом находятся истоки нескольких небольших притоков реки Унья. Русло извилистое, река несколько раз меняет направление течения, в верховьях течёт на юго-восток, затем на юг и, наконец, на запад. Всё течение проходит по ненаселённой местности, среди холмов, покрытых лесом. Притоки: Талая Рассоха (правый); Вересовая Рассоха (левый). Впадает в Колву выше нежилой деревни Талово рядом с устьем рек Бушар и Визья.

## Данные водного реестра
По данным государственного водного реестра России относится к Камскому бассейновому округу, водохозяйственный участок реки — Кама от водомерного поста у села Бондюг до города Березники, речной подбассейн реки — бассейны притоков Камы до впадения Белой. Речной бассейн реки — Кама.
По данным геоинформационной системы водохозяйственного районирования территории РФ, подготовленной Федеральным агентством водных ресурсов:
- Код водного объекта в государственном водном реестре — 10010100212111100005607
- Код по гидрологической изученности (ГИ) — 111100560
- Код бассейна — 10.01.01.002
- Номер тома по ГИ — 11
- Выпуск по ГИ — 1